# Václav Kozák
Vaclav Kozak, né le 14 avril 1937 à Vrbno nad Lesy et mort le 15 mars 2004 à Terezin, est un rameur d'aviron tchèque.

## Biographie
C'est à l'école de Roudnice na Labem puis à Louny qu'il apprend à ramer.
Aux Jeux olympiques de 1960, Vaclav Kozak devient champion olympique en deux de couple aux côtés de Pavel Schmidt.
Il participe également aux JO de 1964 et de 1968 sans parvenir à monter sur le podium.
Après sa carrière sportive, Kozak devient entraineur professionnel à Dukla et à Prague. En 1991, il prend sa retraite au grade de lieutenant colonel. Il sombre alors dans l'alcoolisme.
Vaclav a eu trois enfants.

### Palmarès

#### Aviron aux Jeux olympiques
- 1960 à Rome,  Italie
  -  Médaille d'or en deux de couple